# مودژویه (استان اشوی‌داشکسیه)
مودژویه (به لهستانی: Modrzewie) یک منطقهٔ مسکونی در لهستان است که در گمینا پاوووو واقع شده‌است. مودژویه ۲۳۰ نفر جمعیت دارد.